# 陳飛
陳 飛（ちん ひ、1990年10月30日 - ）は中国の天津出身の柔道選手。階級は70kg級。身長170cm。

## 人物
柔道は13歳の時に始めた。2010年に広州で開催されたアジア大会では3位だった。2011年のグランプリ・デュッセルドルフで国際大会初優勝を飾った。世界選手権では初戦でオランダのエディス・ボッシュに敗れた。2012年のロンドンオリンピックでは準々決勝で田知本遥と対戦すると、有効ポイントの取り合いの末に3－0の判定で競い勝つが、準決勝でドイツのケルスティン・ティエレに判定で敗れると、3位決定戦でもコロンビアのジュリ・アルベアルに技ありで敗れてメダルは獲得できなかった。世界団体では2位となった。2013年の世界選手権には出場しなかったが、地元の天津で開催された東アジア大会で優勝すると、 グランプリ・青島では3連覇を飾った。2014年のアジア大会では前回に続いて3位だった。その後これといった活躍はなかったが、78㎏級に階級を上げると、2019年のグランドスラム・パリでは元世界チャンピオンの梅木真美を破るなどして3位になった。地元で開催されたワールドマスターズでは3位だった。

## 主な戦績
70㎏級での戦績
- 2009年 - グランプリ・アブダビ　3位
- 2010年 - アジア大会　3位
- 2010年 - グランプリ・青島　2位
- 2011年 - グランプリ・デュッセルドルフ　優勝
- 2011年 - ワールドカップ・プラハ　3位
- 2011年 - アジア選手権　3位
- 2011年 - グランドスラム・モスクワ　3位
- 2011年 - ワールドカップ・マドリード　3位
- 2011年 - グランプリ・アブダビ　3位
- 2011年 - グランプリ・青島　優勝
- 2012年 - グランドスラム・パリ　5位
- 2012年 - ワールドカップ・ブダペスト　優勝
- 2012年 - アジア選手権　5位
- 2012年 - ロンドンオリンピック　5位
- 2012年 - 世界団体 2位
- 2012年 - グランプリ・青島　優勝
- 2013年 - 東アジア大会　優勝
- 2013年 - グランプリ・青島　優勝
- 2013年 - アフリカオープン・ポートルイス　優勝
- 2014年 - グランドスラム・パリ　5位
- 2014年 - グランドスラム・チュメニ　5位
- 2014年 - アジア大会　個人戦　3位　団体戦　3位

78㎏級での戦績
- 2019年 - グランドスラム・パリ　3位
- 2019年 - ヨーロッパオープン・オーバーヴァルト　3位
- 2019年 -　ワールドマスターズ　3位
- 2021年 -　アジア・オセアニア選手権　3位

(出典、JudoInside.com)